# Eduardo Ramírez Aguilar
Oscar Eduardo Ramírez Aguilar (Comitán de Domínguez, Chiapas; 13 de octubre de 1977) es un abogado y político mexicano, miembro del partido Morena. Desde el 8 de diciembre de 2024 se desempeña como gobernador de Chiapas. 
Anteriormente, fue presidente municipal de Comitán de Domínguez, Diputado federal del Congreso de la Unión, Secretario de gobierno del Estado de Chiapas, Diputado local del Congreso de Chiapas, así como senador por Chiapas en las LXIV y LXV Legislaturas del Congreso de la Unión.
En 2024, solicitó licencia para postularse como gobernador de Chiapas.

## Biografía

### Formación académica
Oscar Eduardo Ramírez Aguilar nació el 13 de octubre de 1977 en Comitán de Domínguez, Chiapas. De 1994 a 1999 estudió la licenciatura en derecho en la Universidad Realista de México. De 2008 a 2010 realizó la maestría en derecho constitucional y amparo en el Instituto de Estudios Superiores Manuel José de Rojas y de 2011 a 2012 el doctorado en ciencias políticas en el Instituto Nacional de Estudios Fiscales.

## Trayectoria política
De 2008 a 2010 fue presidente municipal de Comitán de Domínguez. Del 1 de septiembre de 2012 al 3 de julio de 2013 fue diputado federal en la LXII legislatura en representación del distrito 8 de Chiapas por el Partido Verde Ecologista de México. De 2013 a 2015 fue secretario general del gobierno de Chiapas, durante la gubernatura de Manuel Velasco Coello. De 2015 a 2018 fue diputado del Congreso del Estado de Chiapas en la LXVI legislatura como presidente de la mesa directiva.

### Senador por Chiapas (2018-2024)
En las elecciones federales de 2018 fue postulado candidato al Senado de México por el Movimiento Regeneración Nacional en primera fórmula junto a Sasil de León Villard por Chiapas. Ganando el escaño por el principio de mayoría relativa con el 48.29% de los votos. Fue integrante de la bancada del Movimiento Regeneración Nacional y se desempeñó como presidente de la comisión de puntos constitucionales del Senado.
En enero de 2024 solicitó licencia para separarse del cargo y contender por la Gubernatura de Chiapas. Posteriormente fue seleccionado por el Movimiento Regeneración Nacional, como candidato a gobernador por la coalición "Sigamos Haciendo Historia". 